# Úžasná dobrodružství Kavaliera a Claye
Úžasná dobrodružství Kavaliera a Claye (2000) (originál The Amazing Adventures of Kavalier & Clay) je román amerického spisovatele Michaele Chabona. Jde o mimořádně silný[zdroj?], citlivý příběh a zároveň o určitou mystifikaci – autor vytváří představu, že jeho hrdinové skutečně existovali. V roce 2001 Michael Chabon za tuto knihu získal Pulitzerovu cenu.

## Děj
Příběh se začíná odvíjet v New Yorku na podzim 1939; hlavní roli v něm hrají Samuel Klayman (později se přejmenuje na Claye), židovský chlapec z Brooklynu, a Josef Kavalier, který uprchl z Prahy před Hitlerem. Jeden má rád komiksy a brakovou literaturu, druhý zbožňuje Harryho Houdiniho. Utvoří tým, v němž Sammy píše texty a Josef kreslí, vytvoří komiksového hrdinu a uspějí v jednom nakladatelství.